# Nigers flagga
Nigers flagga är en trikolor i färgerna orange, vitt och grönt, med en orange cirkel i mitten. Den antogs av Niger den 23 november 1959 och har proportionerna 6:7.

## Symbolik
Den orangea färgen symboliserar landets norra delar i Saharaöknen, vitt representerar floden Niger, och grönt symboliserar Nigers södra, fruktsammare delar, såväl som hopp. Solsymbolen i flaggans mitt symboliserar folkets vilja att kämpa och offra sig för landet. Flaggan påminner om grannlandet Elfenbenskustens flagga, där färgerna har en liknande tolkning, liksom om den indiska flaggan. Nigers flagga bygger till sin utformning på den tidigare kolonialmakten Frankrikes flagga, även om fälten i Nigers flagga är horisontella och inte vertikala.

## Historik
Flaggan började användas i den dåvarande kolonin Franska Västafrika 1959, ett år innan självständigheten. Tillsammans med statsvapnet, nationalsången och valspråket Fraternité, Travail, Progrés (Broderskap, arbete, framsteg) utgör den en officiell nationalsymbol i republiken. Symbolerna finns definierade i första artikeln i författningen från 1999. De något ovanliga proportionerna 6:7 finns inte definierade i någon officiell publikation.